# George Crowne
George Crowne (* 13. Dezember 2000 in London, Vereinigtes Königreich) ist ein kanadischer Squashspieler.

## Karriere
George Crowne absolvierte von 2018 bis 2023 ein Studium der Angewandten Mathematik am Harvard College, für das er auch im College Squash aktiv war. Bereits während seines Studiums begann er auf der PSA World Tour zu spielen, auf der er einen Titel gewann. Der Sieg gelang ihm im August 2023 in Windsor. Seine höchste Platzierung in der Weltrangliste erreichte er mit Position 165 am 17. Oktober 2022.
Bei den Panamerikanischen Spielen 2023 in Santiago de Chile gewann Crowne mit Nicole Bunyan im Mixed die Silber- und mit der Mannschaft die Bronzemedaille.

## Erfolge
- Gewonnene PSA-Titel: 1
- Panamerikanische Spiele: 1 × Silber (Mixed 2023), 1 × Bronze (Mannschaft 2023)